# Гнидин, Василий Сергеевич
Василий Сергеевич Гнидин (7 ноября 1901, Петербург — 24 мая 1963, Ленинград) — советский военачальник, участник Гражданской войны и Похода в Западную Белоруссию, участник Великой Отечественной и Советско-японской войн. Начальник Хабаровского артиллерийского училища генерал-лейтенант артиллерии.

## Биография
Родился 7 ноября 1901 года в Петербурге. Образование среднее. Окончил военное училище  и АКУКС (Краснознамённые артиллерийские курсы усовершенствования командного состава) в 1929 и 1936 году.

### Служба в армии
- 1 апреля 1919 года поступил на службу в РККА[1]. Принимал участие в Гражданской войне против Юденича в 1919 году, против белополяков в 1920 году, участвовал в Освободительном походе в Западную Белоруссию в 1939 году.
- август 1939 –	июль 1941 Командир 73-го артиллерийского полка РГК майор. В бою под Ригой попал в окружение пехотой и танками противника. Прорвался с боем и вывел без потерь окружённый дивизион[2].
- июль 1941 – август 1941 Командир артиллерии 11-го стрелкового корпуса, подполковник. Участвовал в обороне Ленинграда[3].
- август 1941 – 13 февраля 1943 года Командир 73-го артиллерийского Гатчинского дважды Краснознамённого полка подполковник.
- 13 февраля 1943 – сентябрь 1945 Командир 81-й отдельной пушечно-артиллерийской Таллинской Краснознамённой ордена Суворова бригады (2-я Ударная армия 2-й Белорусский фронт) полковник, с 20.04.1945 генерал-майор артиллерии.
- сентябрь 1945 –сентябрь 1946 Командир 26-й артиллерийской дивизии.
- сентябрь 1946 – декабрь 1949	Заместитель командира 2-го артиллерийского корпуса
- январь 1949 — декабрь 1951 Командир 16-й артиллерийской дивизии.
- декабрь 1951	– октябрь 1952	учёба в Военной академии Генерального штаба
- декабрь 1952 – август 1953 Заместитель командира III артиллерийского корпуса .
- август 1953 –	июнь 1957 Начальник Хабаровского артиллерийского училища генерал-лейтенант.

### После армии
29 июня 1957 года уволен в отставку.
Умер 24 мая 1963 года в Грозном.

## Награды
- орден Ленина (21.02.1945)[4];
- четыре ордена Красного знамени (25.7.1941)[5],(30.01.1942)[6](29.2.1944),[7](03.11.1944)[8],(1945),(1949)[9];
- орден Кутузова II степени (1.10.1944)[10];
- Орден Отечественной войны I степени (11.03.1942)[6]
- Орден Отечественной войны I степени (1.10.1944)[11]
- два ордена Красной Звезды (22.02.1941)[12];
- медаль «XX лет РККА» (1938)[13];
- медаль «За оборону Ленинграда» (12.07.1943)[14];

- медаль «За победу над Германией в Великой Отечественной войне 1941—1945 гг.»(9.5.1945)[15];

- медаль «В память 250-летия Ленинграда»(1.05.1944) [13]
- медаль «За освобождение Варшавы»(9.6.1945);
- медаль «За взятие Кёнигсберга»(9.6.1945) [16];
- медаль «За победу над Японией» (1945);
- юбилейная медаль «30 лет Советской Армии и Флота»
- Юбилейная медаль «40 лет Вооружённых Сил СССР»[17]

 Польские:
- Орден «Крест Грюнвальда» III степени. (6.4.1946)[18]
- Медаль «За Варшаву 1939—1945» (6.4.1946)[19]
- Медаль «Победы и Свободы» (26.08.1946)[20]
- медаль «За Одру, Нису и Балтику» (1945)  (6.4.1946)[21]

Приказы (благодарности) Верховного Главнокомандующего в которых отмечен Гнидин Василий Сергеевич:
- за участие в боях за освобождение город Данциг (Гданьск) освобожден 30 марта 1945 года;